# Braunfelsia enervis
Braunfelsia enervis là một loài Rêu trong họ Dicranaceae. Loài này được (Dozy & Molk.) Paris mô tả khoa học đầu tiên năm 1894.